# リチャード・パーキンソン
リチャード・ブルース・バーキンソン （Richard Bruce Parkinson、1963年 - ）は、オックスフォード大学教授。古代文字の解読分野の第一人者。
| スタブアイコン | サブスタブ | この項目は、まだ閲覧者の調べものの参照としては役立たない、人物に関連した書きかけの項目です。この項目を加筆・訂正などしてくださる協力者を求めています（P:人物伝/PJ:人物伝）。 |